# Alisotrichia circinata
Alisotrichia circinata är en nattsländeart som beskrevs av Oliver S. Flint Jr. 1992. Alisotrichia circinata ingår i släktet Alisotrichia och familjen smånattsländor. Inga underarter finns listade i Catalogue of Life.